# Атаки БпЛА Shahed 136
У цьому переліку наведені усі задокументовані атаки ударними БпЛА типу Shahed, завдані росіянами у ході вторгнення в Україну (вперше зафіксовані у вересні 2022 року). 

## 2022 рік
| місяць                          | II 2022* | III 2022 | IV 2022 | V 2022 | VI 2022 | VII 2022 | VIII 2022 | IX 2022 | X 2022 | XI 2022 | XII 2022 |
| ------------------------------- | -------- | -------- | ------- | ------ | ------- | -------- | --------- | ------- | ------ | ------- | -------- |
|                                 |          |          |         |        |         |          |           |         |        |         |          |
| кількість БпЛА Shahed-136, штук | —        | —        | —       | —      | —       | —        | —         | 38+     | 213+   | 76+     | 120+     |
| у середньому за добу            | —        | —        | —       | —      | —       | —        | —         | 1.3     | 6.6    | 2.5     | 3.9      |
|                                 |          |          |         |        |         |          |           |         |        |         |          |
| влучання БпЛА Shahed-136, штук  | —        | —        | —       | —      | —       | —        | —         | 11+     | 44+    | 12+     | 12+      |
| у середньому за добу            | —        | —        | —       | —      | —       | —        | —         | ▲0.4    | ▲1.4   | ▼0.4    | ▼0.4     |
| * за період 24-28.02.22         |          |          |         |        |         |          |           |         |        |         |          |

- Атака дронів на Київ 17 жовтня 2022 року

У вересні 2022 року було зафіксовано щонайменше 38 БПЛА та щонайменше 11 влучань (29%). 12 вересня було вперше збито в повітряному просторі України БпЛА «Shahed-136», поблизу Куп'янська.17 вересняв інтерв'ю The Wall Street Journal, командир артилерії 92 ОШБр полковник Родіон Кулагін розповів, що лише в зоні бойових дій бригади іранські БпЛА, які зазвичай літають парами, знищили дві 152-мм САУ, дві 122-мм САУ, а також два БТР. 28 вересня начальник об'єднаного координаційного пресцентру ОК «Південь» Наталя Гуменюк повідомила, що, починаючи від 10 вересня, російські війська запустили по півдню України понад 30 дронів-камікадзе. «Ми підрахували, що 22 дрони було збито силами протиповітряної оборони. Тільки 10 влучили, але не всі ці влучання були результативними», — зазначила вона.
У жовтні було зафіксовано щонайменше 213 БпЛА та щонайменше 44 влучання (21%). Станом на 6 жовтня російські війська загалом застосували проти України 86 іранських дронів-камікадзе Shahed-136. ЗСУ знищили близько 60% із них, про це на брифінгу розповів заступник начальника Головного оперативного управління Генштабу ЗСУ бригадний генерал Олексій Громов. Станом на 19 жовтня українські військові збили 233 «шахіди» — Зеленський. 26 жовтня Зеленський заявив, що близько 400 іранських дронів вже були використані, 60-70% були збиті.
У листопаді було зафіксовано щонайменше 76 БпЛА та щонайменше 12 влучань (16%).
У грудні 2022 було зафіксовано щонайменше 120 БпЛА та щонайменше 12 влучань (10%). 19 грудня Енергоатом заявив про проліт БпЛА над Південноукраїнською атомною станцією в ніч із неділі на понеділок, закликавши МАГАТЕ не допустити ризиків ядерної загрози з боку Росії.

## 2023 рік
| місяць                          | I 2023 | II 2023 | III 2023 | IV 2023 | V 2023 | VI 2023 | VII 2023 | VIII 2023 | IX 2023 | X 2023 | XI 2023 | XII 2023 |
| ------------------------------- | ------ | ------- | -------- | ------- | ------ | ------- | -------- | --------- | ------- | ------ | ------- | -------- |
|                                 |        |         |          |         |        |         |          |           |         |        |         |          |
| кількість БпЛА Shahed-136, штук | 96+    | 49+     | 94+      | 89+     | 406+   | 201+    | 235+     | 187+      | 504+    | 285+   | 369+    | 625+     |
| у середньому за добу            | 3.1    | 1.8     | 3.0      | 3.1     | 13.1   | 6.7     | 7.6      | 6.0       | 16.8    | 9.2    | 12.3    | 20.2     |
|                                 |        |         |          |         |        |         |          |           |         |        |         |          |
| влучання БпЛА Shahed-136, штук  | 1+     | 2+      | 23+      | 15+     | 42+    | 35+     | 42+      | 37+       | 107+    | 54+    | 62+     | 116+     |
| у середньому за добу            | ▼0.1   | ▲0.1    | ▲0.7     | ▼0.5    | ▲1.4   | ▼1.2    | ▲1.4     | ▼1.2      | ▲3.5    | ▼1.7   | ▲2.1    | ▲3.7     |

У січні 2023 року було зафіксовано щонайменше 95 БпЛА та щонайменше 1 влучання (1%). 22-23 січня 2023 було оприлюднено серійні номери двох збитих БпЛА: М523, М562.
У лютому було зафіксовано щонайменше 49 БпЛА та щонайменше 2 влучання (4%). 27 лютого 2023 на чорноморському узбережжі Болгарії було знайдено уламки БпЛА із серійним номером М299.
У березні було зафіксовано щонайменше 94 БпЛА та щонайменше 23 влучання (24%).
У квітні було зафіксовано щонайменше 89 БпЛА та щонайменше 15 влучань (17%).
У травні було зафіксовано щонайменше 406 БпЛА та щонайменше 42 влучання (10%). 26 травня було оприлюднено уламки БпЛА із серійним номером М1062.
У червні було зафіксовано щонайменше 201 БпЛА та 35 влучань (17%). 13 червня було оприлюднено уламки БпЛА із серійним номером М1046. 30 червня міністру оборони Литви було подаровано уламок БпЛА із серійним номером М232.
У липні було зафіксовано щонайменше 250 БпЛА та 44 влучання (18%). 3 липня було оприлюднено уламки БпЛА із серійним номером Ы002.
У серпні було зафіксовано щонайменше 187+ БпЛА та 37 влучань (20%). Атаки зафіксовано у 14 з 31 ночі серпня. 2 серпня було оприлюднено уламки БпЛА із серійним номером Ы089. Станом на початок серпня росіяни запустили по Україні 1 961 дрон Shahed з початку повномасштабного вторгнення.
У вересні було зафіксовано щонайменше 504 БпЛА та 107 влучань (21%). Атаки зафіксовано у 19 з 30 ночей вересня. У грудні 2023 Texty.org.ua наклали на карту всі приблизні маршрути ворожих повітряних атак, які тривали з 6 вересня по 3 листопада. 11 вересня було оприлюднено уламки БпЛА із серійним номером Ы130.
У жовтні було зафіксовано щонайменше 285 БпЛА та 54 влучання (19%). 10 жовтня було оприлюднено уламки БпЛА із серійним номером К205. 28 жовтня у музеї війни відкрили виставку збитих російських дронів де були представлені уламки БпЛА із серійними номерами М649 та К008. 27 жовтня стало відомо що у Румунії запрацювала система боротьби з дронами в районі дельти Дунаю біля кордону з Україною.
У листопаді було зафіксовано щонайменше 369 БпЛА та 62 влучання (17%), з них 12 влучань відбулися в атаці по прифронтових регіонах. 20 листопада було оприлюднено уламки БпЛА із серійним номером Ы617. 25 листопада стало відомо що РФ почала застосовувати «Шахеди» чорного кольору, аби їх важче було виявити. 26 листопада було оприлюднено уламки БпЛА із серійним номером К485. 28 листопада було оприлюднено уламки БпЛА із серійним номером К300. 30 листопада стало відомо що росіяни почали застосовувати українську мережу мобільного зв’язку для координації атак дронами та обходу української протиповітряної оборони, також 30 листопада було оприлюднено уламки БпЛА із серійними номерами Ы792 та Ы820.
У грудні було зафіксовано щонайменше 625 БпЛА та 116 влучання (19%), з яких 42 влучання відбулися в атаці по прифронтових регіонах.

## 2024 рік
| місяць                          | I 2024 | II 2024 | III 2024 | IV 2024 | V 2024 | VI 2024 | VII 2024 | VIII 2024 | IX 2024 | X 2024 | XI 2024 | XII 2024 |
| ------------------------------- | ------ | ------- | -------- | ------- | ------ | ------- | -------- | --------- | ------- | ------ | ------- | -------- |
|                                 |        |         |          |         |        |         |          |           |         |        |         |          |
| кількість БпЛА Shahed-136, штук | 334    | 356     | 603      | 295     | 349    | 328     | 426      | 789       | 1 327   | 1 917  | 2 430   | 1 807    |
| у середньому за добу            | 10.8   | 12.3    | 19.5     | 9.8     | 11.2   | 10.9    | 13.8     | 25.4      | 44.2    | 61.8   | 81.0    | 58.3     |
|                                 |        |         |          |         |        |         |          |           |         |        |         |          |
| влучання БпЛА Shahed-136, штук  | 90     | 68      | 87       | 34      | 10     | 17      | 44       | 44        | 46      | 86     | 74      | 24       |
| у середньому за добу            | ▼2.9   | ▼2.3    | ▲2.8     | ▼1.1    | ▼0.3   | ▲0.6    | ▲1.4     | ▼1.4      | ▲1.5    | ▲2.8   | ▼2.5    | ▼0.8     |

- Атака дронів на Харків 9 лютого 2024 року

У січні 2024 року було зафіксовано щонайменше 334 БпЛА та 90 влучань (27%), з яких 26 влучань відбулися в атаці по прифронтових регіонах. 8 січня вперше було збито БпЛА Shahed-238. 10 січня було опубліковано інформацію про те як власники ренійських компаній обʼєдналися для посилення протиповітряної оборони портів Дунаю.
У лютому було зафіксовано щонайменше 356 БпЛА та 68 влучань (19%). 6 лютого група хакерів Prana Network зламала поштові сервери іранської компанії IRGC Sahara Thunder на яких знаходився масив данних про виробництво ударних безпілотників Shahed-136 для Росії. Загальна ціна контракту на виробництво, включаючи передачу технологій, обладнання, 6000 комплектів БпЛА, програмного забезпечення, складає 108,5 млрд рублів (1 млрд 750 млн доларів), термін виробництва — впродовж 2.5 років. 9 лютого було оприлюднено уламки БпЛА із серійним номером Ы1500.
У березні було зафіксовано щонайменше 603 БпЛА та 87 влучання (14%). 12 березня стало відомо що росіяни кустарно оснащують Shahed-136 відеокамерами та засобами зв’язку. 27 березня було опубліковано уламки БпЛА із серійним номером КБ2314.
У квітні було зафіксовано щонайменше 295 БпЛА та 34 влучань (10%).
У травні було зафіксовано щонайменше 349 БпЛА та 10 влучань (3%).
У червні 2024 було зафіксовано щонайменше 328 БпЛА та 17 влучань (5%). 5 червня було знайдено уламки БпЛА із серійним номером Ы2110. 25 червня командувач Повітряних Сил Микола Олещук повідомив про те що з 1 січня 2024 року російські окупанти випустили по території України 2 277 ударних безпілотників типу «Shahed», протиповітряною обороною знищено близько 86% або 1 953 «шахедів».
У липні 2024 було зафіксовано щонайменше 426 БпЛА та 44 влучання (10%).
У серпні 2024 було зафіксовано щонайменше 789 БпЛА та 44 влучання (6%), з яких 6+ влучань відбулися в атаці по прифронтових регіонах. 20 серпня було оприлюднено інформацію по загальній кількості БпЛА з початку вторгнення — 13 315 застосовано та 8 836 знищено.
У вересні 2024 було зафіксовано щонайменше 1 327 БпЛА та 46 влучань (3%). 19 вересня було оприлюднено уламки БпЛА із серійним номером Ы4057. 20 вересня було оприлюднено уламки БпЛА із серійним номером Ы3321.
У жовтні 2024 було зафіксовано щонайменше 1 917 БпЛА та 86+ влучань (5%). 25 жовтня було знайдено уламки БпЛА із серійним номером Ы6414.
У листопаді 2024 було зафіксовано щонайменше 2 430 БпЛА та 74+ влучання (3%). 18 листопада були оприлюднені фото уламків БпЛА із серійним номером КБ11535. 22 листопада російські ударні дрони-камікадзе типу Shahed атакували Суми і, були споряджені шрапнеллю. За даними моніторингового проєкту «Беларускі Гаюн» впродовж листопада на територію Білорусі залетів 151 російський безпілотник.
У грудні 2024 було зафіксовано щонайменше 1 807  БпЛА та 24+ влучання (1%). 21 грудня було оприлюднено уламки БпЛА із серійним номером Ы11934. 26 грудня було оприлюднено уламки БпЛА із серійним номером Ы10775.

## 2025 рік
У січні 2025 було зафіксовано щонайменше 2 507 БпЛА та 90 влучання (3%), з яких 5 влучань відбулися в атаці по прифронтових регіонах. 20 січня було оприлюднено уламки БпЛА із серійним номером Ъ213.
У лютому 2025 було зафіксовано щонайменше 3 907 БпЛА та 103 влучань (3%). 15 лютого були оприлюднені уламки БпЛА із серійними номерами Ы004 та Ы15356.
У березні 2025 було зафіксовано щонайменше 4 196 БпЛА та 384 влучання (9%). 12 березня було оприлюднено уламки БпЛА із серійним номером Ы17316.
У квітні 2025 було зафіксовано щонайменше 2 357 БпЛА та 357+ влучань (15%). 27 квітня було оприлюднено уламки БпЛА із серійними номером Ы19713. 28 квітня було оприлюднено уламки БпЛА із серійними номером Ы21401.
У травні 2025 було зафіксовано щонайменше 3 512 БпЛА та 640 влучань (16%). 8 травня було оприлюднено уламки БпЛА із серійними номером Э-108. 9 травня було оприлюднено уламки БпЛА із серійними номером Ы1866. 11 травня було оприлюднено уламки БпЛА із серійними номером Ы20358. 26 травня було оприлюднено уламки БпЛА із серійними номером Ы23435. 31 травня було оприлюднено уламки БпЛА із серійними номером КЦ14013.
У червні 2025 було зафіксовано щонайменше 5 412 БпЛА та 742 влучань (14%), з яких щонайменше 17 влучань відбулися в атаці по прифронтових регіонах. 2 червня було оприлюднено уламки БпЛА із серійними номером ЫЫ16782. 4 червня було оприлюднено уламки БпЛА із серійними номером Ы25094. 28 червня було оприлюднено уламки БпЛА із серійними номером Ъ-263. 29 червня було оприлюднено уламки БпЛА із серійними номером У-36.
У липні 2025 було зафіксовано щонайменше 6 394 БпЛА та 707 влучання (11%). 16 липня було оприлюднено уламки БпЛА із серійними номером Ы30000. 21 липня було оприлюднено уламки БпЛА із серійним номером Ы30607. 22 липня було оприлюднено уламки БпЛА із серійним номером Ы18498.
| місяць                          | I 2025 | II 2025 | III 2025 | IV 2025 | V 2025 | VI 2025 | VII 2025 | VIII 2025* |
| ------------------------------- | ------ | ------- | -------- | ------- | ------ | ------- | -------- | ---------- |
|                                 |        |         |          |         |        |         |          |            |
| кількість БпЛА Shahed-136, штук | 2 507  | 3 907   | 4 196    | 2 357   | 3 512  | 5 412   | 6 394    | 940        |
| у середньому за добу            | 80.1   | 139.5   | 135.4    | 78.6    | 113.3  | 180.4   | 206.3    | 78.3       |
|                                 |        |         |          |         |        |         |          |            |
| влучання БпЛА Shahed-136, штук  | 90     | 103     | 384      | 357     | 640    | 742     | 707      | 213        |
| у середньому за добу            | ▲2.9   | ▲3.7    | ▲12.4    | ▼11.9   | ▲20.6  | ▲24.7   | ▼22.8    | ▼17.8      |
| * за неповний місяць            |        |         |          |         |        |         |          |            |

У січні 2025 було зафіксовано щонайменше 389 БпЛА та 7 влучань (2%).